# Allastena quadrata
Allastena quadrata es un coleóptero de la familia Chrysomelidae.
Fue descrita científicamente por primera vez en 1893 por Broun.

## Tipos
- Allastena eminens
- Allastena nitida
- Allastena piliventris
- Allastena quadrata